# Orbita cimitero
L'orbita cimitero, posta a circa 300 km al di sopra dell'orbita geostazionaria, è una delle più estreme orbite intorno alla Terra destinata ad accogliere, ad esempio, satelliti in disuso o apparecchiature che hanno terminato il loro ciclo di funzionalità.
L'orbita cimitero attualmente non interseca altre orbite "commerciali" o "scientifiche".